# صموئيل غارلاند جونيور
صموئيل غارلاند جونيور (بالإنجليزية: Samuel Garland) هو محامي أمريكي، ولد في 16 ديسمبر 1830 في لينشبرغ في الولايات المتحدة، وتوفي في 14 سبتمبر 1862 في ماريلند في الولايات المتحدة.